# Euphorbia cressoides
Euphorbia cressoides är en törelväxtart som beskrevs av Marshall Conring Johnston. Euphorbia cressoides ingår i släktet törlar, och familjen törelväxter. Inga underarter finns listade i Catalogue of Life.